# Guti
José María Gutiérrez Hernández, thường được gọi là Guti (sinh ngày 31 tháng 10 năm 1976), là một cựu cầu thủ bóng đá người Tây Ban Nha từng chơi ở vị trí tiền vệ tấn công. Trong suốt sự nghiệp chuyên nghiệp của mình, anh đã chơi hầu như chỉ cho Real Madrid- xuất hiện trong gần 600 trận chính thức và là phó đội trưởng - giúp câu lạc bộ giành được tổng cộng 15 danh hiệu, đáng chú ý nhất là 3 chức vô địch UEFA Champions League và 5 danh hiệu vô địch La Liga. Guti đã 13 lần khoác áo ĐTQG Tây Ban Nha kể từ khi lần đầu tiên ra mắt vào năm 1999.
Hiện tại Guti đang là HLV của Almeria tại Segunda Division.

## Sự nghiệp Câu lạc bộ

### Real Madrid CF
Sinh ra tại Torrejón de Ardoz, Cộng đồng Madrid, Guti đã bắt đầu chơi cho Real Madrid C vào năm 1986, ban đầu là một tiền đạo nhưng được sau đó chuyển xuống chơi ở hàng tiền vệ, và chơi ở vị trí này trong phần lớn sự nghiệp của mình. Ngày 2 tháng 12 năm 1995, anh có trận đấu ra mắt trong đội hình ở trận gặp Sevilla FC. Real Madrid giành chiến thắng 4-1, anh kết thúc mùa giải với một bàn thắng sau chín lần ra sân.
Năm 1997, Guti đoạt thêm hai danh hiệu nội địa, La Liga và Siêu Cúp Tây Ban Nha, chơi 17 trận trong mùa giải và ghi được một bàn thắng. Mùa giải 1997-98, anh đã giúp Merengues nâng cao chức vô địch UEFA Champions League và Cúp Liên Lục Địa, trong khi anh được triệu tập vào ĐTQG Tây Ban Nha dự Giải Vô địch U-21 châu Âu của UEFA.
Mùa giải 1999-2000 bắt đầu một cách tồi tệ với Guti: thi đấu với trọng trách thay thế Clarence Seedorf nơi hàng tiền vệ, anh bị đuổi khỏi sân do đốn ngã cầu thủ đối phương. Đây là điều vẫn thường xảy ra trong sự nghiệp của Guti, như anh đã được thể hiện tám lần trong suốt sự nghiệp chỉ tính riêng ở La Liga. Trong mùa giải này - mùa giải mà anh cũng đoạt được danh hiệu Champions League, anh ghi sáu bàn thắng sau 28 trận, năm sau, anh đã có mùa giải tuyệt vời nhất đối với cá nhân anh khi chọc thủng lưới đối phương 14 lần và chơi gần hết mùa giải với vị trí của một tiền đạo, do chấn thương của Fernando Morientes, và đóng góp rất lớn vào chức vô địch quốc gia thứ 27 của đội bóng, rồi sau đó là Siêu cúp Tây Ban Nha.
Sau thương vụ Ronaldo trong năm 2002, Guti trở lại hàng tiền vệ, và tỷ lệ ghi bàn của anh đã giảm sút rõ rệt. Trong hai mùa giải tiếp theo chơi cùng nhau, anh ghi được tám bàn thắng trong 63 trận, góp phần vào 3 trong 9 chức vô địch UEFA Champions League của Đội bóng Hoàng Gia Tây Ban Nha, chẳng hạn như chức vô địch Champions League mùa bóng 2001-02.
Ở mùa giải 2004-05, Guti đã có mùa giải ghi bàn kém cỏi nhất, khi anh không thể ghi nổi một bàn thắng, lần đầu tiên trong vòng bảy mùa giải với Real. Anh chỉ ghi đúng 1 bàn trong trận đấu quốc tế với ]]San Marino]] vào tháng 2 năm 2005.
Mùa giải 2005-06, anh đã chơi 43 trận và ghi được 6 bàn thắng (4 bàn ở La Liga và hai bàn ở Cúp châu Âu).
Với cuộc tranh cử của Ramón Calderón cho cương vị chủ tịch Câu lạc bộ, cùng lời hứa sẽ đưa cầu thủ trẻ người Brazil đang chơi cho AC Milan Kaká về sân Santiago Bernabeu, tương lai của Guti tại Real trỏ nên mù mịt. Guti được cho là đã có liên hệ với đối thủ cùng thành phố với kền Kền Trắng là Atletico Madrid, nhưng cuối cùng anh vẫn ở lại Real trong khi Kaká tiếp tục chơi bóng ở Ý.
Do Zinedine Zidane đã giải nghệ, Guti nhận thức được mình sẽ là tiền vệ sáng tạo cho Real ở mùa giải 2006-07, vị trí ưa thích đối với anh. Với khả năng chuyền ngắn cũng như chuyền dài xuất sắc, mà đặc biệt là màn trình diễn trong chiến thắng 3-2 của đội nhà với đối thủ Sevilla FC vào ngày 06 tháng 5 năm 2007 - trận đấu mà anh đã chỉ chơi 32 phút từ băng ghế dự bị, anh đã góp phần vào nhiều bàn thắng, giúp Real Madrid vô địch La Liga lần thứ 30 trong lịch sử câu lạc bộ.
Ngày 10 tháng 2 năm 2008, Guti ghi được hai bàn thắng và có 3 đường chuyền thành bàn trong chiến thắng 7-0 trước Real Valladolid mà anh đã được trao giải thưởng Cầu thủ xuất sắc nhất trận. Real Madrid cuối cùng cũng nâng cúp vô địch quốc gia lần thứ 31 trong lịch sử, đồng thời là vua kiến tạo tại La Liga mùa giải năm đó . Ngày 14 tháng 9, anh đã ghi bàn thắng thứ 50 của câu lạc bộ trong chiến thắng 4-3 trước CD Numancia.
Mùa giải 2009-10,tuy Real đã có Kaká trong đội hình nhưng Guti vẫn góp mặt với những đóng góp đáng kể trong giai đoạn đầu của mùa giải, ghi 2 bàn ở La Liga. Tuy nhiên, vào cuối tháng 10, sau thất bại gây sốc 0-4 trước Alcorcón AD trong khôn khổ Cúp Nhà Vua Tây Ban Nha, anh bị cáo buộc là đã xúc phạm HLV Manuel Pellegrini ở thời gian nghỉ giữa hai hiệp và sau đó bị loại khỏi kế hoạch của đội bóng trong một khoảng thời gian dài. Sau khi được quay trở lại, anh bị một số chấn thương nhưng do cầu thủ người Brazil gặp vấn đề về thể chất nên anh đã quyết định ra sân thường xuyên cho đến khi kết thúc mùa bóng.

### Beşiktaş
Ngày 25 tháng bảy 2010, Guti rời Madrid sau gần 25 năm phục vụ cho câu lạc bộ. Anh nói: "Tôi có một đề nghị từ Besiktas JK, nhưng tôi vẫn chưa quyết định". Ngày hôm sau,thỏa thuận cuối cùng giữa đôi bên đã được ký kết với một hợp đồng hai năm. Anh bắt đầu trận đấu chính thức đầu tiên của mình cho câu lạc bộ có trụ sở tại Istanbul bằng pha kiến tạo dẫn đến bàn thắng duy nhất trong trận đấu với Bucaspo
Ngày 28 tháng 11 năm 2010, Guti góp phần vào chiến thắng của Besiktas với Galatasaray SK bằng một bàn thắng và một đường kiến tạo. Đó là chiến thắng đầu tiên của đội tại sân vận động Ali Sami Yen trong tám năm.
Ngày 11 tháng năm 2011, Guti ra sân trong đội hình xuất phát giành Cúp Quốc gia Thổ Nhĩ Kỳ gặp đối thủ İstanbul Büyükşehir Belediyespor sau chiến thắng trên chấm phạt đền (4–3) (2–2 sau hai hiệp phụ); đó là chiếc Cup nội địa đầu tiên của Guti trong sự nghiệp.
Guti trở thành người thừa ở mùa giải 2011-12, sau khi HLV Carlos Carvalhal được bổ nhiệm. Vào ngày 15 tháng 11 năm 2011, cầu thủ 35 tuổi bị chấm dứt hợp đồng bởi CLB chủ quản.

### Giải nghệ
Guti tuyên bố giã từ sự nghiệp vào ngày 21 tháng 9 năm 2012, và đi xa hơn khi nói rằng: " Tôi sẽ đào tạo để trở thành một giám đốc thể thao hoặc một huấn luyện viên và tôi muốn đào tạo cầu thủ trẻ... Tôi thực sự muốn huấn luyện đội trẻ Real Madrid. Đó là giấc mơ của tôi."

## Sự nghiệp thi đấu Quốc tế
Kể từ trận đấu quốc tế cho Đội tuyển Tây Ban Nha vào ngày 05 tháng 5 năm 1999 (Tây Ban Nha - Croatia, 3-1), Guti vẫn không xuất hiện trong bất kỳ giai đoạn cuối cùng của một giải đấu nào cho đất nước của mình. Anh giành chiến thắng trong tổng số 13 lần khoác áo đội tuyển trong khoảng sáu năm.
Trước đó, anh đã vô địch Giải U-19 châu Âu của UEFA vào năm 1995, tiếp theo là chức vô địch U-21 châu Âu vào năm 1998.